# Karosta
Karosta (von lettisch „kara osta“ für Kriegshafen) ist ein Stadtteil im Norden der kurländischen Stadt Liepāja in Lettland. Er umfasst etwa ein Drittel der Stadtfläche und war Kriegshafen des Russischen Reiches sowie der Sowjetunion. 

## Geschichte

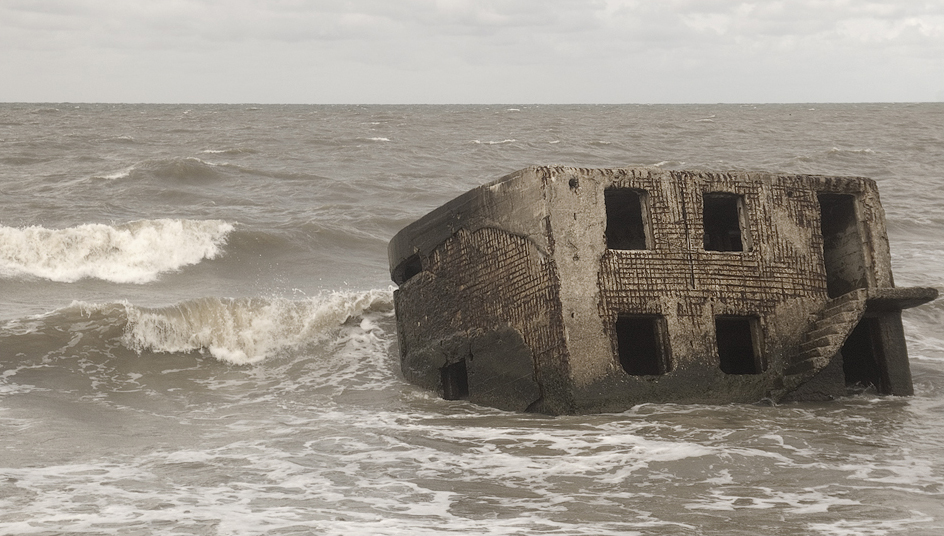
Versunkenes Fort am Strand von Karosta

Ursprünglich war Karosta ein Stützpunkt der Russischen Ostseeflotte, der nicht zuletzt aufgrund seiner Nähe zur  deutschen Grenze bei Nimmersatt und seiner ganzjährigen Eisfreiheit gewählt wurde. Er entstand ab 1890 auf Geheiß von Zar Alexander III. und dessen Sohn Nikolai II. Dieser nannte ihn „Hafen Alexanders des III.“ Der Name Alexander ist in Karosta unter der zu etwa 70 Prozent russischsprachigen Bevölkerung bis heute weit verbreitet. 
Zu Beginn des 20. Jahrhunderts bildete Kara-Osta einen eigenen russischen Militärstadtteil. Zwischen Karosta und Liepāja gab es lange Zeit keinen Austausch. Eine eigene Post, die größte orthodoxe Kirche in Lettland, eigene Energieversorgung und eine umfassende Infrastruktur veranschaulichen die Sonderrolle Karostas. Beispielsweise kostete eine Postkarte von Kara-Osta nach Liepāja mit drei Kopeken ebenso viel wie nach Wladiwostok kurz vor der koreanischen Grenze. Die Versorgungslage für die Angehörigen der Sowjetischen Streitkräfte war oftmals besser als für die lettische Bevölkerung Liepājas. Aus Gründen der militärischen Sicherheit war Liepāja in sowjetischem Kartenmaterial teilweise nicht verzeichnet. 
Durch die Auflösung der Sowjetunion wurden Estland, Lettland und Litauen wieder unabhängig, die Sowjets mussten abziehen. Nach Verlegung der etwa 20.000 bis  26.000 sowjetischen Soldaten aus der ehemaligen Hauptbasis der Russischen Ostseeflotte mit ihren etwa 30 Atom-U-Booten und 140 Kriegsschiffe wurde Karosta ein verwahrloster und nur zu etwa einem Drittel bewohnter Stadtteil Liepājas. Chemische Kampfmittel und radioaktiver Abfall der Marinebasis sollen vor dem sowjetischen Abzug zwischen 1989 und 1992 noch in der Ostsee vor Gotland versenkt worden sein.

## Forts und Kara-Osta-Kanal
Die von 1893 bis 1906 errichteten Forts (im Norden) wurden 1914 aufgegeben und werden seitdem von den Wellen abgetragen. Diese Forts und der Kanal waren die ersten Bauten Karostas. Ähnliche Forts entstanden im gesamten Russischem Reich, auch in Port Arthur (heute ein Ortsteil von Dalian und Chinas zweitgrößter Hafen).

## Kara-Osta-Kanal und die „drehbare Eisenbrücke“

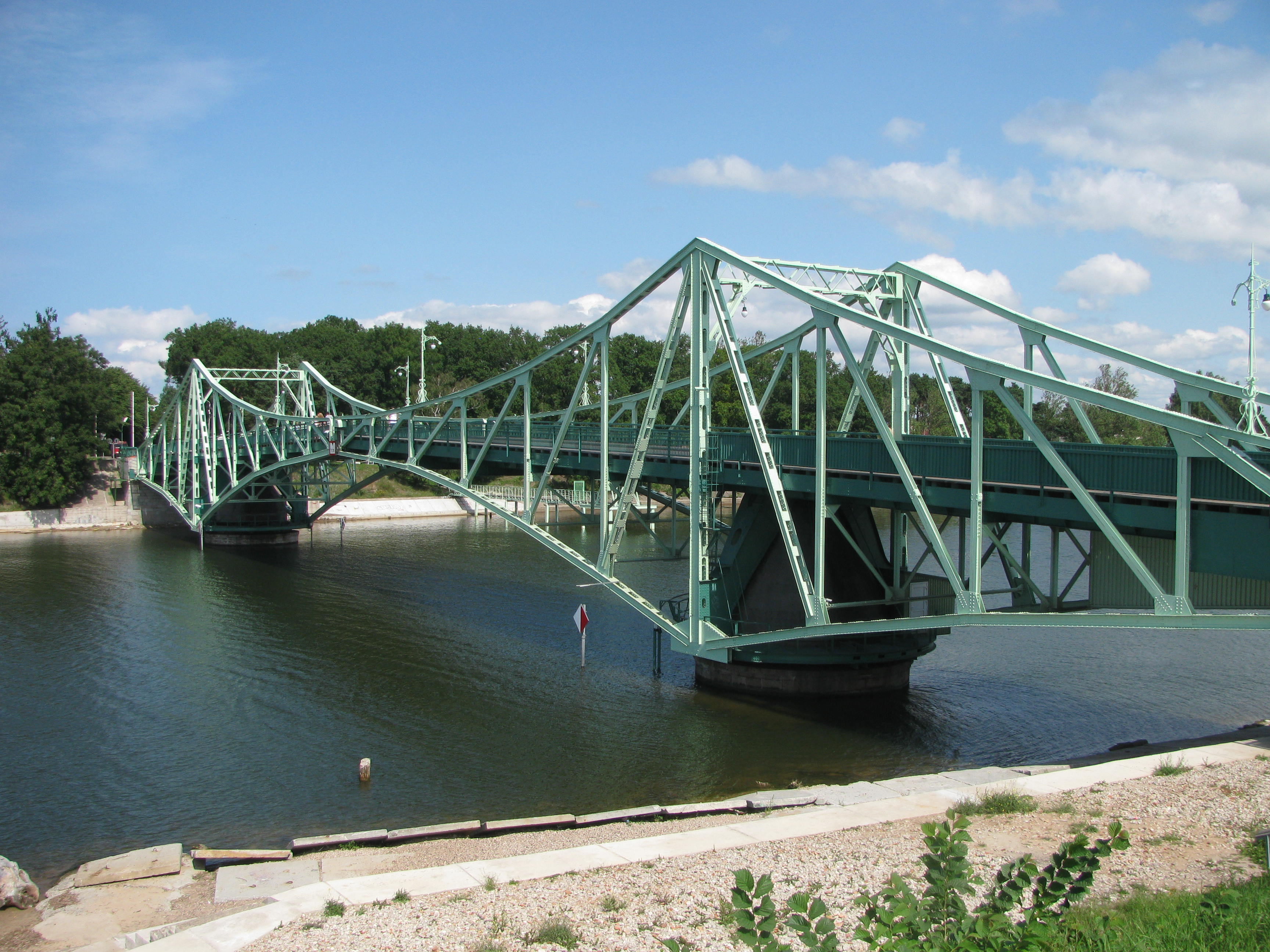
Doppelte drehbare Eisenbrücke

Ein Seitenarm des Kanals ist für Schiffe und U-Boote vorgesehen. Daneben existieren Docks und Werften. Die 1906 erbaute Kalpaka-Brücke ist die einzige Drehbrücke in Lettland und mit kurzen Unterbrechungen noch immer in Betrieb. Nach einer Schiffskollision Mitte 2006 war sie vorübergehend nicht nutzbar und wurde 2009 erneuert.

## Nord-Pier
Das Nord-Pier entstand mit dem Kanal und ist etwa zwei Kilometer lang. Etwa zwei Jahre wurde daran gebaut. Von dort hat man einen guten Ausblick auf den Hafen. Der Ort ist bei den Einwohnern und Gästen Liepājas beliebt. 

## Dom St. Nikolaus

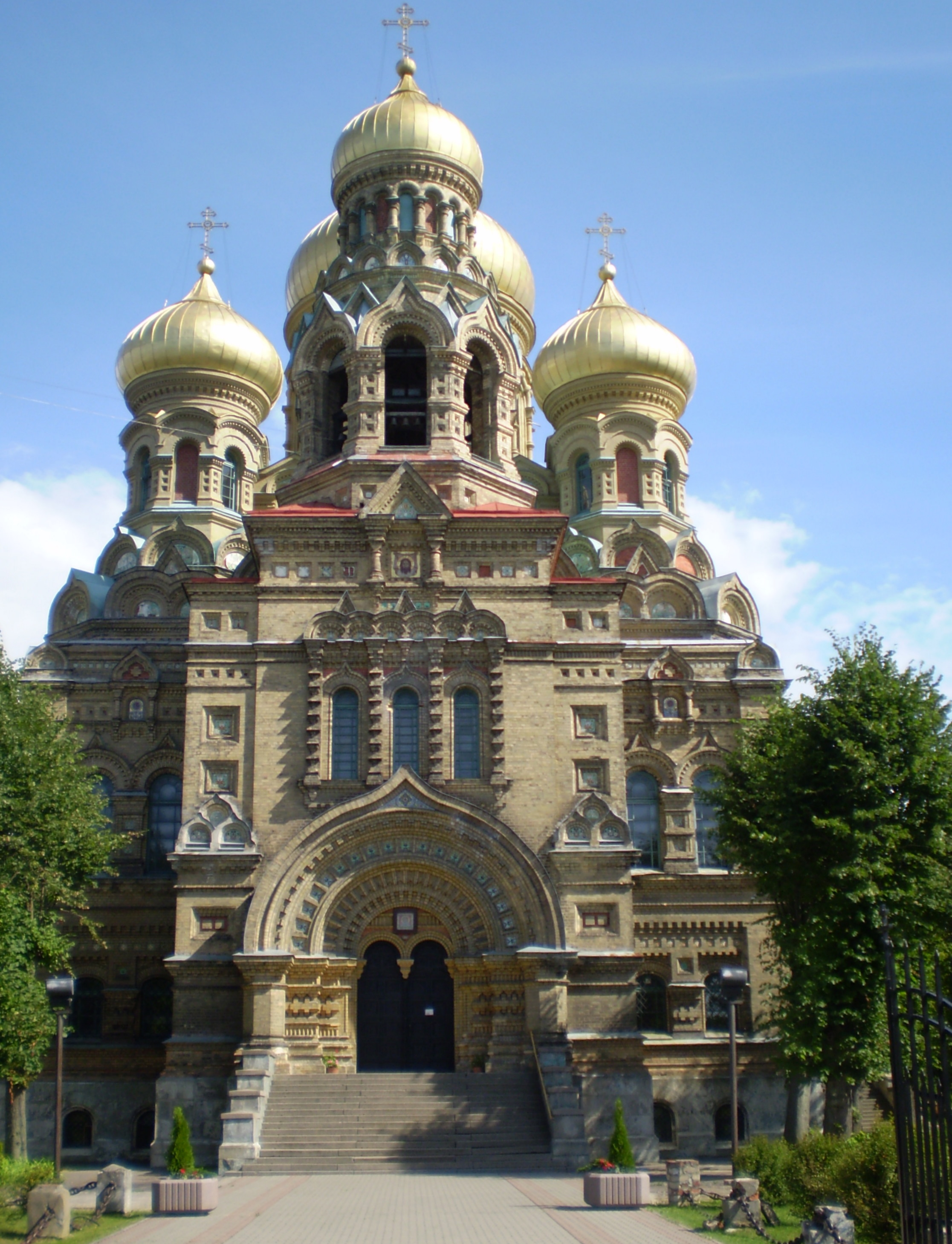
Dom St. Nikolaus

Der orthodoxe Dom St. Nikolaus ist eines der Wahrzeichen von Karosta. Architekten waren Sergei Gelensowski und Wassili Kossjakow aus Petersburg.

## Gefängnis
Das Gefängnis von Karosta in der Invalīdu Straße 4 wurde Anfang des 20. Jahrhunderts errichtet. Anfangs war es als Kriegsspital geplant, wurde jedoch nie derart verwendet. Schon 1905 saßen im Gefängnis die Seeleute der Garnison, die an den revolutionären Ereignissen teilgenommen hatten. Später diente der Bau als Gefängnis der Hauptwache sowohl für die Sowjetarmee als auch für Marinetruppen der lettischen Armee. Die von Sträflingen hinterlassenen letzten Spuren an den Zellenwänden stammen noch von 1997. Heute lässt sich gegen eine geringe Gebühr die Hauptwache besichtigen und es werden Aufführungen „Hinter Gittern“ angeboten. Für Besucher besteht die Möglichkeit, in einer Zelle zu übernachten und in einer Kantine sowjetischer Art zu speisen.